# Mauricio Rodríguez Rodríguez
Mauricio Rodríguez Rodríguez es un abogado y político peruano. Fue presidente regional de Puno entre 2011 y 2014.
Nació en el distrito de Ituata, provincia de Carabaya, departamento de Puno, Perú, el 26 de diciembre de 1958. Cursós sus estudios primarios en la ciudad de Macusani y los secundarios en la Gran Unidad Escolar San Carlos de la ciudad de Puno. Entre 1982 y 1995 cursó estudios superiores de derecho en la Universidad Nacional del Altiplano de esa ciudad y, entre 1996 y 1998, la maestría en derecho privado.
Su primera participación política se dio en las elecciones regionales del 2010 cuando fue elegido en segunda vuelta como Presidente del Gobierno Regional de Puno ganándole la elección al candidato Juan Luque Mamani. Luego de su gestión, tentaría su elección como 
congresista por Puno en las elecciones generales del 2016 por el partido Peruanos Por el Kambio sin lograr la representación.